# Физическое развитие

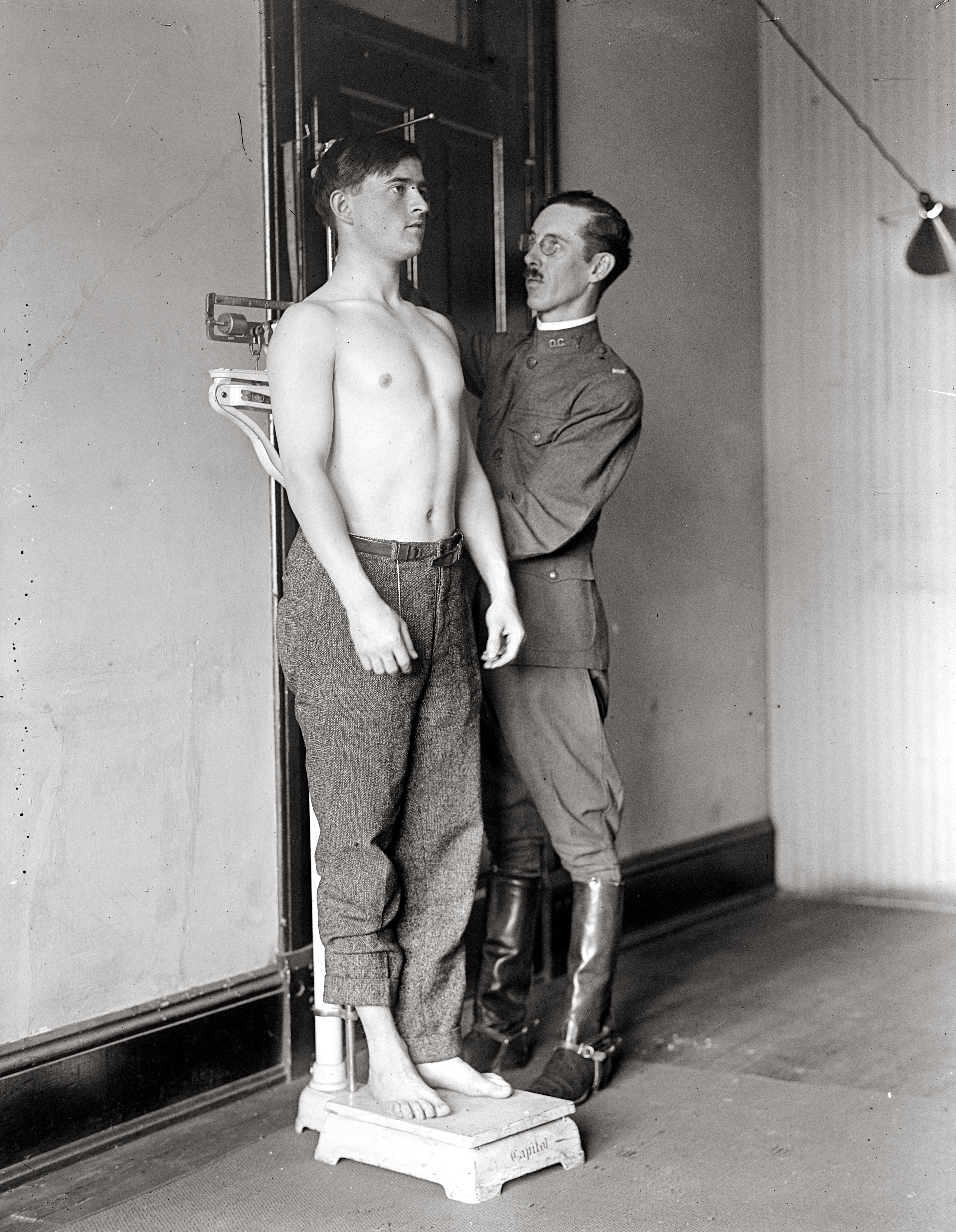
Оценка физического развития в армии США: измерение роста и взвешивание.

Физи́ческое разви́тие — это динамический процесс роста (увеличение длины и массы тела, развитие органов, систем организма и так далее) и биологического созревания ребёнка в определённом периоде детства. Процесс развития совокупности морфологических и функциональных свойств организма (скорость роста, прирост массы тела, определённая последовательность увеличения различных частей организма и их пропорций, а также созревание различных органов и систем на определённом этапе развития), в основном запрограммированных наследственными механизмами и реализуемых по определённому плану при оптимальных условиях жизнедеятельности.

## Общие сведения
Физическое развитие отражает процессы роста и развития организма на отдельных этапах постнатального онтогенеза (индивидуального развития), когда наиболее ярко происходят преобразования генотипического потенциала в фенотипические проявления. Особенности физического развития и телосложения человека в значительной мере зависят от его конституции.
Физическое развитие, наряду с рождаемостью, заболеваемостью и смертностью, является одним из показателей уровня здоровья населения. Процессы физического и полового развития взаимосвязаны и отражают общие закономерности роста и развития, но в то же время существенно зависят от социальных, экономических, санитарно-гигиенических и других условий, влияние которых в значительной мере определяется возрастом человека.
Под физическим развитием понимают непрерывно происходящие биологические процессы. На каждом возрастном этапе они характеризуются определённым комплексом связанных между собой и с внешней средой морфологических, функциональных, биохимических, психических и других свойств организма и обусловленных этим своеобразием запасом физических сил. Хороший уровень физического развития сочетается с высокими показателями физической подготовки, мышечной и умственной работоспособности.
Неблагоприятные факторы, оказывающие воздействие во внутриутробном периоде и в раннем детском возрасте, способны нарушить последовательность развития организма, иногда вызывая необратимые изменения. Таким образом, факторы внешней среды (условия питания, воспитания, социальные, наличие заболеваний и другие) в период интенсивного роста и развития ребёнка могут оказать бо́льшее влияние на рост, чем генетические либо другие биологические факторы.

## Основные параметры
В основе оценки физического развития лежат параметры роста, массы тела, пропорции развития отдельных частей тела, а также степень развития функциональных способностей всего организма (жизненная ёмкость лёгких, мышечная сила кистей рук и др; развитие мускулатуры и мышечный тонус, состояние осанки, опорно-двигательного аппарата, развитие подкожного жирового слоя, тургор тканей), которые зависят от дифференцировки и зрелости клеточных элементов органов и тканей, функциональных способностей нервной системы и эндокринного аппарата.
Исторически сложилось, что о физическом развитии судят главным образом по внешним морфологическим характеристикам. Однако, ценность таких данных неизмеримо возрастает в сочетании с данными о функциональных параметрах организма. Именно поэтому для объективной оценки физического развития, морфологические параметры следует рассматривать совместно с показателями функционального состояния
1. Аэробная выносливость — способность длительно выполнять работу средней мощности и противостоять утомлению. Аэробная система использует кислород для превращения углеводов в источники энергии. При длительных занятиях в этот процесс вовлекаются также жиры и, частично, белки, что делает аэробную тренировку почти идеальной для потери жира.
2. Скоростная выносливость — способность противостоять утомлению в субмаксимальных по скорости нагрузках.
3. Силовая выносливость — способность противостоять утомлению при достаточно длительных нагрузках силового характера. Силовая выносливость показывает насколько мышцы могут создавать повторные усилия и в течение какого времени поддерживать такую активность.
4. Скоростно-силовая выносливость — способность к выполнению достаточно длительных по времени упражнений силового характера с максимальной скоростью.
5. Гибкость — способность человека выполнять движения с большой амплитудой за счёт эластичности мышц, сухожилий и связок. Хорошая гибкость снижает риск травмы во время выполнения упражнений.
6. Быстрота — способность максимально быстро чередовать сокращение мышц и их расслабление.
7. Динамическая мышечная сила — способность к максимально быстрому (взрывному) проявлению усилий с большим отягощением или собственным весом тела. При этом происходит кратковременный выброс энергии, не требующий кислорода, как такового. Рост мышечной силы часто сопровождается увеличением объёма и плотности мышц — «строительством» мышц. Помимо эстетического значения увеличенные мускулы менее подвержены повреждениям и способствуют контролю веса, так как мышечная ткань требует калорий больше, чем жировая, даже во время отдыха.
8. Ловкость — способность выполнять координационно-сложные двигательные действия.
9. Состав тела — соотношение жировой, костной и мышечной тканей тела. Это соотношение, отчасти, показывает состояние здоровья и физической подготовки в зависимости от веса и возраста. Избыточное содержание жировой ткани повышает риск развития болезней сердца, диабета, повышения артериального давления и т. д.
10. Росто-весовые характеристики и пропорции тела — эти параметры характеризуют размеры, массу тела, распределение центров масс тела, телосложение. Эти параметры определяют эффективность определённых двигательных действий и «пригодность» использования тела спортсмена для определённых спортивных достижений.
11. Важным показателем физического развития человека является осанка — комплексная морфо-функциональная характеристика опорно-двигательной системы, а также его здоровье, объективным показателем которого являются положительные тенденции в выше перечисленных показателях.

## Физическая подготовленность и физическая готовность
Так как понятия «физическое развитие» и «физическая подготовленность» часто смешивают, следует отметить, что физическая подготовленность — это результат физической подготовки, достигнутый при выполнении двигательных действий, необходимых для освоения или выполнения человеком профессиональной или спортивной деятельности.
Оптимальная физическая подготовленность называется физической готовностью.
Физическая подготовленность характеризуется уровнем функциональных возможностей различных систем организма (сердечно-сосудистой, дыхательной, мышечной) и развития основных физических качеств (силы, выносливости, быстроты, ловкости, гибкости). Оценка уровня физической подготовленности осуществляется по результатам, показанным в специальных контрольных упражнениях (тестах) на силу, выносливость и т. д. Набор и содержание тестов должно быть различно для возраста, пола, профессиональной принадлежности, а также в зависимости от применяемой физкультурно-оздоровительной программы и её цели.

## Физическая работоспособность
Работоспособность человека — умение человека выполнять заданную функцию с той или иной эффективностью.